# Hans-Jürgen Wegener
Hans-Jürgen Wegener (* 16. April 1928 in Berlin; † 3. Mai 2016 in Tecklenburg) war ein deutscher Forstbeamter. Er war fast 19 Jahre lang forstlicher Leiter der Höheren Forstbehörde Westfalen-Lippe in Münster und hat sich in vielfältiger Weise nicht nur um den Wald in Nordrhein-Westfalen verdient gemacht.

## Leben und Wirken

### Kindheit und Ausbildung
Hans-Jürgen Wegener wurde in Berlin geboren, wuchs jedoch in Sachsen auf. Da bereits sein Großvater und sein Urgroßvater mütterlicherseits Forstleute gewesen waren, stand sein Berufswunsch vom zehnten Lebensjahr an ziemlich fest. Auch Jagderlebnisse in einem Niederwildrevier von Verwandten nahe Oschatz trugen dazu bei, dass er Förster werden wollte. Zu Beginn seiner Lehrzeit 1947/1948 im Forstamt Dassel im Solling waren die Holzeinschläge der North German Timber Control Commission (NGTC) im Zuge der sogenannten „Reparationshiebe“ für Wegener ein prägendes Erlebnis. Sie führten ihm nach eigener Aussage nicht nur Großkahlschläge, Holzverlust und Waldverwüstung vor Augen, sondern auch einen ohnmachtgeprägten Zusammenhalt der Forstleute in dieser schwierigen Zeit. Nachdem Wegener keine sofortige Zulassung zum Studium erhielt, verlängerte er seine Lehrzeit bis 1948/1949. Danach studierte er an der Forstlichen Fakultät der Georg-August-Universität Göttingen in Hann. Münden Forstwissenschaft. Das anschließende Referendariat schloss er 1955 mit der Großen Forstlichen Staatsprüfung in Hannover ab.

### Berufliche Stationen
Es folgten gut 15 Jahre unterschiedlichster forstlicher Tätigkeiten in Niedersachsen, Schleswig-Holstein und Nordrhein-Westfalen. Von 1974 bis 1993 war Wegener forstlicher Leiter der Höheren Forstbehörde Westfalen-Lippe in Münster. Anfang der 1980er-Jahre gehörte er zu den Initiatoren des Arbeitskreises „Waldbau und Naturschutz“, gegründet von der Höheren Forstbehörde Westfalen-Lippe und der Landesgemeinschaft Naturschutz und Umwelt NRW. Diesem Gesprächskreis gehören Biologen und Forstleute an, die zu Grundsatzfragen gemeinsame Stellungnahmen erarbeiten. Als Wegener mit der Deutschen Einheit seine Heimat wieder offenstand, nutzte er dies, um seine Forstkollegen in den neuen Bundesländern zu unterstützen und ihnen Kenntnisse aus seinem reichen Erfahrungsschatz in der Forstverwaltungsarbeit und der Waldbewirtschaftung zu vermitteln. Besonderes Anliegen war ihm zudem, bei den Grundeigentümern das Interesse an der Bewirtschaftung ihres wiedererlangten privaten Waldeigentums zu wecken. Vor allem zwischen den Landesforstverwaltungen von Nordrhein-Westfalen und Brandenburg entstand auf diese Weise rasch eine lebendige Partnerschaft. Kurz nach seinem 65. Geburtstag trat der Abteilungsdirektor Forst und ständige Vertreter des Kammerdirektors zum 1. Mai 1993 in den Ruhestand. Wegener blieb jedoch auch danach noch vielfältig aktiv.

### Vielfältiges neben- und ehrenamtliches Engagement
Neben seinen dienstlichen Verpflichtungen hat sich Wegener sehr umfangreich nebenamtlich in forstlichen Verbänden engagiert. So übernahm er 1963 von Friedrich Graf von Westphalen die Geschäftsführung des Waldbauernverbandes Nordrhein-Westfalen e. V., die er bis 1969, zunächst gemeinsam mit Gottfried Freiherr von Lüninck und später mit dessen Nachfolger Assessor Wolf-Hubertus Kolster, innehatte. Wegener war dann von 1969 bis 1973 Geschäftsführer und von 1977 bis 1993 Vorsitzender des Forstvereins für Nordrhein-Westfalen sowie ab 1986 auch Vizepräsident des Deutschen Forstvereins, der ihn in Anerkennung seiner Verdienste zu seinem Ehrenmitglied ernannte. Unter seiner Leitung hat sich der Forstverein für NRW mit zahlreichen Lehrveranstaltungen und Exkursionen dafür eingesetzt, eine sinnvolle Verknüpfung von ökonomischen und ökologischen Belangen in der heimischen Forstwirtschaft zu erreichen. Auf Wegeners Initiative ging auch der Beitritt des Forstvereins zur Landesgemeinschaft Naturschutz und Umwelt NRW zurück. Über den Forstverein wurden zudem viele internationale Beziehungen geknüpft. Besonders wesentlich waren dabei Begegnungen mit Forstleuten aus dem Ostblock „und die Erfahrung, dass uns der Wald weit mehr verband, als uns die Politik trennen konnte“, wie Wegener einmal anmerkte.
Wegener war zudem Mitherausgeber der Zeitschrift Natur und Landschaft und freier Mitarbeiter der Fachzeitschrift Forst und Holz. Neben zahlreichen Fachartikeln verfasste er mehrere Schriften und Bücher zum Thema Privatwald und dessen Betreuung. Jahrzehntelang beschäftigte er sich auch mit der Geschichte des Deutschen Forstvereins, zu der er 1999 das Standardwerk Verantwortung für Generationen – 100 Jahre Deutscher Forstverein aus Anlass des Jubiläums vorlegte. Besonders dafür, aber auch für seine sonstigen Verdienste um den Deutschen Forstverein, zeichnete ihn dieser während der Jubiläumsveranstaltung vom 23. bis 26. September 1999 in Schwerin mit dem Lorenz-Wappes-Preis aus. Wegener ist zudem Mitglied des Bunds Deutscher Forstleute (BDF).
Sein herausragendes Engagement um die Belange des Waldes und des nationalen und internationalen Umweltschutzes wurde zudem 1995 mit der Verleihung des Bundesverdienstkreuzes am Bande der Bundesrepublik Deutschland gewürdigt.
Oberlandforstmeister a. D. Hans-Jürgen Wegener lebte bis zu seinem Tode in Tecklenburg. Seine Urne wurde im Familiengrab in Kloster Neuendorf beigesetzt.

## Zitat
„Immerhin sind Waldbesitzer und Forstleute für ein Drittel der Bundesfläche verantwortlich. Ihnen ist ein gehöriges Maß an gesellschaftspolitischer Verantwortung übertragen worden. Sie ist in Gesetzen festgelegt. Der Umgang mit dem Wald wird durch sie beeinflusst oder sogar bestimmt. Die Obrigkeit sollte deutlich zu erkennen geben, dass sie die bisherige Erfüllung der landeskulturell und landespolitisch wichtigen Aufgaben anerkennt und auch in Zukunft mit deren guter Erledigung rechnet. Die Beurteilung derartiger Fragen kann man nicht Organisations- und Haushaltsexperten überlassen!“

## Schriften (Auswahl)
- 50 Jahre Forstorganisation der Landwirtschaftskammer Westfalen-Lippe, Münster 1959
- als Bearbeiter zusammen mit Julius Niemann: Aufgaben und Ziele forstwirtschaftlicher Zusammenschlüsse, Schriftenreihe des AID (Heft 174), Bonn-Bad Godesberg und Frankfurt am Main 1971
- als Hauptverfasser: Hundert Jahre Forstverein in Nordrhein-Westfalen. 1883–1983, Münster 1983
- Privatwaldbetreuung in Westfalen-Lippe. Dokumentation anlässlich des 75jährigen Bestehens der Forstorganisation bei der Landwirtschaftskammer Westfalen-Lippe am 1. Oktober 1984, Münster 1984
- Verantwortung für Generationen – 100 Jahre Deutscher Forstverein. Hainholz, Göttingen 1999, ISBN 3-932622-70-7.

Daneben arbeitete Hans-Jürgen Wegener auch an dem von Andreas Schulte herausgegebenen Standardwerk Wald in Nordrhein-Westfalen (Band 1), Münster 2003, mit.